# Deadwood (serie de televisión)
Deadwood es una serie de televisión dramática Western estadounidense creada, producida y casi enteramente escrita por David Milch. La serie se emitió por primera vez en la cadena por cable HBO el 21 de marzo de 2004 y por última vez el 27 de agosto de 2006, abarcando tres temporadas de doce episodios cada una. 
Está ambientada en la década de 1870 en Deadwood (Dakota del Sur). La trama se desarrolla antes y después de la anexión de la zona por el Territorio de Dakota. La serie se basa en personajes históricos, como Seth Bullock, Al Swearengen, Wild Bill Hickok, Jack McCall, Sol Star, Calamity Jane, Wyatt Earp, EB Farnum, Charlie Utter y George Hearst. La trama principal, a su vez, también es histórica, aunque se incorporan elementos de ficción. En algunos de los casos los personajes son totalmente ficticios, aunque pueden haberse basado en personas reales. Milch utilizó diarios y periódicos reales de residentes del Deadwood de 1870 como referencia de personajes, acontecimientos y en general del aspecto visual de la serie. Deadwood recibió gran aclamación crítica, ganó ocho premios Emmy (de 28 nominaciones) y un Globo de Oro.
Aunque hubo planes iniciales para concluir la serie con dos películas, durante años las negociaciones no llegaron a buen término. No obstante, en 2015 se reanudaron las conversaciones entre HBO y Milch, y en enero de 2016, HBO dio luz verde a un guion que continuará la historia. En abril de 2017, Ian McShane confirmaba que el guion había sido completado, y la continuación de la serie estaba en las manos de HBO.
La serie fue producida por Red Board Productions y Roscoe Productions en asociación con HBO y Paramount Television (CBS Paramount Television en la tercera temporada).

## Reparto
| Personajes Principales | Personajes Principales | Personajes Principales       |
| Actor                  | Personaje              | Basado en                    |
| ---------------------- | ---------------------- | ---------------------------- |
| Timothy Olyphant       | Seth Bullock           | Seth Bullock                 |
| Ian McShane            | Al Swearengen          | Al Swearengen                |
| Molly Parker           | Alma Garret            |                              |
| Jim Beaver             | Whitney Ellsworth      |                              |
| W. Earl Brown          | Dan Dority             | Dan Doherty                  |
| Dayton Callie          | Charlie Utter          | Charlie Utter                |
| Kim Dickens            | Joanie Stubbs          | Dora DuFran                  |
| Brad Dourif            | Dr. Amos "Doc" Cochran | Lyman F. Babcock y F.S. Howe |
| Anna Gunn              | Martha Bullock         | Martha Bullock               |
| John Hawkes            | Sol Star               | Sol Star                     |
| Jeffrey Jones          | A. W. Merrick          | A. W. Merrick                |
| Paula Malcomson        | Trixie                 |                              |
| Leon Rippy             | Tom Nuttall            | Billy Nuttall                |
| William Sanderson      | E. B. Farnum           | E. B. Farnum                 |
| Robin Weigert          | Calamity Jane          | Calamity Jane                |
| Sean Bridgers          | Johnny Burns           | Johnny Burns                 |
| Garret Dillahunt       | Francis Wolcott        | L. D. Kellogg                |
| Titus Welliver         | Silas Adams            |                              |
| Brent Sexton           | Harry Manning          | John Manning                 |
| Powers Boothe          | Cy Tolliver            | Tom Miller                   |
| Keith Carradine        | Wild Bill Hickok       | Wild Bill Hickok             |
| Bree Seanna Wall       | Sofia Metz             |                              |
| Josh Eriksson          | William Bullock        | Douglas Kislingbury          |
| Personajes Recurrentes |                        |                              |
| Actor                  | Personaje              | Basado en                    |
| Timothy Omundson       | Brom Garrett           |                              |
| Ricky Jay              | Eddie Sawyer           |                              |
| Pasha Lychnikoff       | Blazanov               |                              |
| Larry Cedar            | Leon                   |                              |
| Peter Jason            | Con Stapleton          | Con Stapleton                |
| Geri Jewell            | Jewel Caulfield        |                              |
| Keone Young            | Sr. Wu                 |                              |
| Garret Dillahunt       | Jack McCall            | Jack McCall                  |
| Richard Gant           | Hostetler              |                              |
| Sarah Paulson          | Miss Isringhausen      |                              |
| Franklyn Ajaye         | Samuel Fields          | Samuel Fields                |
| Ray McKinnon           | Reverend Smith         | Henry Weston Smith           |
| Alice Krige            | Maddie                 |                              |
| Zach Grenier           | Andy Cramed            | Andy Cramed                  |
| Stephen Tobolowsky     | Commissioner Jarry     | Hugh McCaffrey               |
| Ralph Richeson         | Pete Richardson        |                              |
| Michael Harney         | Steve Fields           |                              |
| Gerald McRaney         | George Hearst          | George Hearst                |
| Brian Cox              | Jack Langrishe         | Jack Langrishe               |
| Allan Graf             | Captain Joe Turner     |                              |
| Cleo King              | Aunt Lou               | Lucretia Marchbanks          |
| Omar Gooding           | Odell                  |                              |
| Monty "Hawkeye" Henson | Hawkeye                |                              |
| Gale Harold            | Wyatt Earp             | Wyatt Earp                   |

## Argumento
Milch señaló repetidas veces en entrevistas que el principal tema de la serie era el estudio de cómo la civilización se organiza a partir del caos utilizando símbolos como, en el caso de Deadwood, el oro. Su intención original era situar este esquema en la Roma antigua, utilizando una cruz cristiana como símbolo básico, pero HBO ya tenía la serie Roma en fase de producción, por lo que pidió a Milch que situara la acción en otro periodo histórico. Aunque los guiones tocan temas como el racismo, la prostitución, la misoginia, la violencia, la política y la inmigración, la mayoría de la narrativa está basada en el tema de la organización de una sociedad partiendo del caos.

### Temporada 1 (2004)
La primera temporada transcurre seis meses después del establecimiento del campamento minero, poco después de la masacre del General Custer.
En 1876, Seth Bullock deja su empleo en Montana para establecer una ferretería en el campamento minero de Deadwood, junto a su amigo y socio Sol Star. Wild Bill Hickok, el célebre pistolero, también viaja con destino a Deadwood, acompañado por Charlie Utter y Calamity Jane. Allí, Al Swearengen es el propietario de The Gem, primer saloon y burdel del campamento. Otros residentes son el Dr. Amos Cochran; A. W. Merrick, propietario y editor del diario local "The Pioneer", y E. B. Farnum, propietario del Grand Central Hotel. Brom Garret, un hombre de negocios procedente de New York City, vive en el Grand Central Hotel con su esposa Alma, que esconde su adicción al láudano. El recién llegado Cy Tolliver compra un local abandonado frente a The Gem y, tras rehabilitarlo, abre The Bella Union, un lujoso casino y burdel.
Enterados de que Garret está interesado en la búsqueda de oro en la zona, Swearengen y Farnum le engañan para que compre una concesión minera aparentemente sin valor. Garret pronto se da cuenta del engaño y exige a Swearengen que le devuelva el dinero pagado. Swearengen ordena a Dan Dority que elimine a Garret de manera que parezca un accidente. Dority tira a Garret desde lo alto de un barranco, pero cuando baja a recoger el cuerpo se da cuenta de que la explotación contiene una gran veta de oro. La viuda Garret pide consejo a Wild Bill Hickok respecto a qué hacer con la explotación y al interés de Swearengen por hacerse con ella. Hickok pide a Bullock que ayude a Garret, y este acepta. Bullock sugiere el nombre de Whitney Ellsworth, un reputado prospector con experiencia en la zona. Al mismo tiempo, la viuda Garret se encarga de la custodia de Sofia Metz, una niña cuya familia había sido masacrada cuando volvía a Minnesota.
Wild Bill Hickok es asesinado por Jack McCall mientras jugaba al póker en el #10 Saloon de Tom Nuttall. Cuando McCall es llevado a juicio, Swearengen presiona al magistrado encargado del proceso, argumentando que McCall debería ser absuelto para evitar el escrutinio de la capital federal. El juez abrevia el proceso y el jurado absuelve a McCall, que inmediatamente deja el campamento. Bullock persigue a McCall, decidido a llevarle de nuevo ante la justicia. Bullock y Charlie Utter encuentran a McCall escondido en una pensión y le llevan a Yankton para un nuevo juicio.
En Deadwood se declara una epidemia de viruela, por lo que se necesitan vacunas de manera urgente. Mientras se espera su llegada, los enfermos son separados del resto de la población del campamento en tiendas para infectados. Calamity Jane ayuda al Dr. Cochran en el cuidado de los enfermos. Al mismo tiempo, los principales miembros de la comunidad deciden formar un gobierno municipal que se prepare para la futura anexión al estado de Montana, así como para sobornar al legislativo territorial en Yankton para asegurarse la validación de los títulos de propiedad existentes. Swearengen compra al magistrado local Clagett para que anule una orden de ejecución contra él.
Otis Russell, padre de Alma, llega al campamento con el objetivo de asegurar la nueva situación de su hija, y así pagar sus numerosas deudas pendientes. El ejército de los Estados Unidos llega a Deadwood y se organiza un desfile. Bullock se enfrenta a Otis Russell en el Bella Union. Cuando Russell amenaza con atacar a su propia hija si Bullock le impide al acceso a la gestión de la mina de oro, Seth le da una paliza y le ordena que abandone el campamento de inmediato.
El Reverendo Smith, actuando de manera cada vez más errática por lo que parece un tumor cerebral, es asfixiado por Al Swearengen para ahorrarle más sufrimiento. Tolliver intenta sobornar al General Crook para que deje una guarnición estable en Deadwood pero recibe un rechazo indignado. Cuando el juez Clagett intenta extorsionar a Swearengen amenazándole con la acusación de asesinato, Al responde pagando al ‘cobrador’ de Clagett Silas Adams para que asesine al juez; Silas lleva a cabo lo acordado y se une al grupo de Swearengen. Cuando el Sheriff Con Stapleton se ve comprometido ante Cy Tolliver, Bullock se ofrece voluntario para convertirse en el nuevo sheriff mientras la caballería abandona el pueblo.

### Temporada 2 (2005)
La segunda temporada se sitúa en 1877, siete meses después de los acontecimientos de la temporada 1, en un campamento que ha evolucionado hacia algo más organizado y reglamentado.
Cuando Al Swearengen menosprecia en público las capacidades de Seth Bullock como sheriff, argumentando que Bullock está más interesado en Alma Garret que en su trabajo, Bullock se quita la estrella y la pistola y se enzarza en una pelea a puñetazos con Swearengen que les lleva a caer desde la balconada del Gem. Al está a punto de cortarle la garganta a Bullock en medio de la calle embarrada cuando advierte la presencia de la esposa de Bullock, Martha y su hijo William que han llegado al campamento. Bullock plantea a Alma que tienen que dejar el campamento o dejar de verse, pero no pueden continuar su relación si se quedan. Ella se muestra de acuerdo en que es mejor dar por terminada la relación y permanecer en el pueblo. Calamity Jane reaparece y ayuda a Bullock y a Charlie Utter a persuadir a Al Swearengen para que le devuelva a Bullock su placa y su pistola, y se llega a una tregua. Alma descubre que está embarazada de Bullock y confía la noticia a Trixie, la mujer de confianza de Al entre sus prostitutas, quien a su vez convence a Ellsworth para que pida en matrimonio a Alma y a esta para que acepte la proposición, y así evite la humillación de la maternidad con su esposo fallecido.
Swearengen se desmaya cuando está en su oficina con la puerta cerrada. Sus ayudantes asumen en un principio que simplemente quiere estar solo, pero con el paso de las horas su preocupación aumenta hasta que se deciden a tirar la puerta abajo. El Dr. Cochran diagnostica que Al sufre de piedras en el riñón, y lleva a cabo un doloroso procedimiento para extraerlas a través de la uretra. Swearengen consigue eliminar las piedras, pero en el proceso sufre un leve infarto cerebral.
Joanie Stubbs abre su propio burdel, el Chez Amis, junto a su amiga Maddie, recién llegada a Deadwood. Francis Wolcott, un geólogo a sueldo de George Hearst, llega al pueblo y enseguida comienza a frecuentar el Chez Amis. Wolcott ha pagado el transporte a la mayoría de las prostitutas, a fin de tener cubiertos sus particulares gustos. Cy Tolliver se entera de las inclinaciones sexuales de Wolcott y le pone una trampa que acaba con la muerte de Carrie y Doris, dos de las prostitutas de Joanie. Cuando Maddie intenta extorsionar a Wolcott para obtener dinero, también resulta asesinada por Wolcott. Cy Tolliver se ocupa de que desaparezcan los cuerpos y excusa a Wolcott. Joanie envía al resto de sus chicas fuera del pueblo para ponerlas a salvo de Wolcott, y confía a Charlie Utter los detalles de los asesinatos a cambio de la promesa de mantener el secreto.
Alma despide a Miss Isringhausen, tutora de su hija Sophia. Isringhausen se pone en manos de Silas Adams bajo el pretexto de que la viuda Garret quería matarla, y se embarcan en una relación. Isringhausen se reúne con Swearengen; durante el encuentro, ella admite ser agente de Pinkerton a sueldo de la familia de Brom Garret, que busca culpar a Alma del asesinato de su marido. Swearengen le sigue el juego, pero a continuación le dice a Alma Garret que se propone chantajear a Isringhausen a causa de su odio por todo lo que tenga que ver con la agencia Pinkerton.
Samuel Fields, "el General Negro", regresa al pueblo e intenta que Hostetler se involucre en sus planes. Bullock tiene que rescatarle de una turba enfurecida encabezada por Steve, un borracho y virulento racista. Más tarde, Hostetler pilla a Steve en el establo masturbándose sobre el caballo de Bullock en venganza por su intervención. Fields y Hostetler consiguen que Steve firme una confesión de haber cometido bestialismo, confesión que se hará pública si Steve crea cualquier tipo de problema a los empleados del establo en el futuro.
Hugo Jarry, un comisionado de Yankton, intenta persuadir a Swearengen y a Tolliver para que apoyen la incorporación de Deadwood al territorio de Dakota en lugar de al de Montana, y acaba aliándose con Swearengen. Alma Garret convence a Sol Star para que se incorpore al proyecto de fundar un banco en el campamento.
Un agente de Wolcott quema los cadáveres de varias prostitutas chinas traídas desde San Francisco, que han muerto por malnutrición. Mr. Wu se queja a Swearengen y le pide su ayuda para detenerle, pero en tanto que empleado de Wolcott, que a su vez es empleado de Hearst, Swearengen se niega a involucrarse hasta que se hayan resuelto satisfactoriamente las negociaciones sobre el futuro del campamento. Mr. Wu evita su arresto en The Gem, pero es detenido por Johnny Burns justo antes de llevar a cabo su venganza o morir en el intento.
William Bullock es arrollado por un caballo que sale de estampida cuando va a ser castrado. El chico fallece horas más tarde. La mayor parte de la población de Deadwood está presente en el funeral, y el servicio es dirigido por Andy Cramed, un tahúr que ha vuelto a Deadwood ordenado ministro de la iglesia. Hostetler, encargado del establo, se siente responsable, y escapa del pueblo acompañado por el General Negro para evitar su linchamiento.
George Hearst llega a Deadwood y se entera de los asesinatos cometidos por Wolcott; inmediatamente le despide y Wolcott, avergonzado, se cuelga. Hearst le compra el hotel Grand Central a E. B. Farnum. Tolliver declara estar en posesión de una confesión escrita en la que Wolcott declara que Hearst le mantuvo a su servicio a pesar de conocer sus inclinaciones hacia la violencia. Tolliver chantajea a Hearst y le reclama el 5% de cada concesión minera que tenga en Deadwood.
Al Swearengen negocia con George Hearst por cuenta de Mr. Wu, y acuerdan que Wu recupere su estatus si su gente demuestra ser más efectiva en el trabajo que los traídos desde San Francisco por la gente de Wolcott. Mr. Wu y Swearengen planean su venganza y lanzan a sus sicarios contra Chinatown. La operación resulta un éxito y Wu en persona corta la garganta a su rival.
Alma Garret y Ellsworth se casan en una ceremonia celebrada por Andy Cramed en el Grand Central. Tras largas negociaciones entre Al Swearengen y Silas Adams, se oficializa la anexión de Deadwood al territorio de Yankton con las firmas de Bullock y Swearengen, con Hugo Jarry como testigo. Andy Cramed apuñala a Tolliver a las puertas del Bella Union.

### Temporada 3 (2006)
La tercera temporada comienza 6 semanas después del final de la segunda, cuando la ley y el orden, en coordinación con los intereses de los potentados, comienzan a notarse en Deadwood según se aproxima la integración de la ciudad en el territorio de Dakota.
Se anuncian elecciones, y Star y Farnum se presentan para el cargo de alcalde, mientras Bullock y Harry Manning compiten por el de sheriff. Hearst ve como varios de los mineros a sus órdenes, todos ellos llegados de Cornualles, son asesinados cuando intentan organizar un sindicato. Molesto porque Hearst ha organizado uno de los asesinatos en The Gem, Al cancela los debates electorales en un intento de reafirmar su posición en el campamento. Hearst decide darle una lección y, de paso, obligarle a que acepte que compre la concesión de Alma Garret, y envía a que sus sicarios para que lleven a Al a su oficina, donde le inmovilizan mientras él le corta un dedo.
Pese a la oposición de Ellsworth, Alma se reúne con Hearst para negociar la venta. Hearst enfurece cuando ella le ofrece un trato que no le permite controlar la explotación y la amenaza, pero finalmente permite que Alma se marche sin hacerle daño.
Cy Tolliver se recupera lentamente de la puñalada que sufrió y vuelve a la actividad. Hearst sabe que Cy miente cuando dice que tiene una carta de Wolcott, pero decide utilizarle para que le ayude a tratar con los mineros. La compañía de teatro ambulante de Jack Langrishe llega a Deadwood con su troupe. Langrishe es un viejo amigo de Swearengen, y acaba comprando el local del Chez Amis a Joanie Stubbs a condición de que construya a cambio una escuela para los niños del pueblo. Doc Cochran ayuda a Alma a abortar cuando su salud empeora seriamente.
Hostetler y el General Negro vuelven al campamento y se encuentran con el establo regentado por Steve. Bullock media entre ellos, y al final consigue que Hostetler se lo venda a Steve, que lo paga con un préstamo concedido por el Banco de Deadwood. Sin embargo, el constante acoso a base de comentarios racistas y denigratorios de Steve acaban desquiciando a Hostetler, que se suicida de un disparo. Otro minero aparece asesinado y Bullock, fuera de sí tras el desenlace del enfrentamiento entre Hostetler y Steve, arresta a Hearst, le lleva cogido por una oreja a la vista de todo el pueblo y le hace pasar la noche en la cárcel.
Alma vuelve a caer en su adicción. Leon confiesa a Cy que él es quien le facilita la droga. Cy pone este hecho en conocimiento de Hearst pero este, aún rabioso por su encontronazo con Bullock, le reprocha que si se lo hubiera dicho antes podría haberse ahorrado las provocaciones al sheriff. Tolliver, furioso, le dice a Leon que no haga nada pero Leon se asusta, temiendo verse involucrado en algo más serio, y deja de vender a Alma. Convencido de que la recaída en la adicción procede de su infelicidad por estar casada con un hombre al que no ama, Ellsworth abandona el hogar conyugal; posteriormente ambos acuerdan una separación y Alma consigue dejar de nuevo el láudano.
Hearst hace llegar a Deadwood un gran número de agentes de Pinkerton y les anima a causar problemas en el pueblo. Swearengen se reúne con las fuerzas vivas para intentar tomar una decisión sobre qué hacer con Hearst, pero el único acuerdo al que llegan es la publicación de una carta enviada por Bullock a la esposa de uno de los mineros asesinados, en la que se enfatiza la indiferencia de Hearst hacia sus obreros. Hearst, irritado, ordena a sus hombres que den una paliza a Merrick por haberla publicado en su periódico.
Alma recibe un disparo en plena calle. Swearengen la lleva al interior de su local y ordena a Dan que secuestre e inmovilice a Ellsworth para evitar males mayores. Al sospecha acertadamente que Hearst ha ordenado el ataque en un intento de provocar un enfrentamiento que acabe con la muerte de Ellsworth cuando intente ayudar a Alma. Hearst manda a su segundo, el mismo que se ocupó de la paliza a Merrick y del disparo a Alma, para que negocie con Swearengen, pero Al le mata después de sacarle toda la información posible. El pueblo entero se une para proteger a Alma cuando regresa a su trabajo en el banco. Hearst ordena el asesinato de Ellsworth, que se ejecuta cuando está en su tienda junto a la mina de Alma. En venganza, Trixie dispara a Hearst pero no le mata. Temiendo por su vida y por la de su hija, y no queriendo comprometer al campamento en su enfrentamiento con Hearst, Alma vende su mina a Hearst para detener el baño de sangre.
Bullock obtiene malos resultados en las elecciones del condado y pierde el puesto de sheriff en favor de Harry Manning, aunque sospecha que Hearst pudiera haber manipulado las votaciones con la ayuda de soldados traídos ex profeso para que voten por su candidato.
Hearst exige la ejecución de la prostituta que le disparó, aunque no pudo identificarla, y Al mata a Jen, a pesar de la oposición de Johnny, vistiendo el cadáver son el vestido que llevaba Trixie con el fin de aplacar la ira de Hearst salvando al mismo tiempo a su favorita. Mientras tanto, Al y Wu reúnen una milicia que puedan utilizar en caso de enfrentamiento abierto, pero el engaño funciona y Hearst abandona Deadwood harto de sus continuos enfrentamientos con sus habitantes, encargando el control de sus intereses no mineros a Cy Tolliver. Enrabietado por la displicencia de Hearst, Tolliver paga su frustración con Leon, al que apuñala en la arteria femoral y deja agonizar en la balconada mientras apunta a Hearst con una pistola, y ve cómo Bullock vigila la partida de un Hearst que sonríe con suficiencia. Johnny y Al hablan brevemente sobre la muerte de Jen, y la última imagen de la serie es la de Al arrodillado, limpiando la sangre del suelo.

### Uso del lenguaje
Desde el primer momento, Deadwood llamó la atención por el abundante uso de expresiones malsonantes actuales, un anacronismo deliberado que David Milch explicó en varias entrevistas: los actores debían usar las expresiones originales de la época, en consonancia con la fidelidad de los elementos visuales; sin embargo, esas expresiones estaban basadas en las fuertes raíces religiosas de la época y tendían a ser más blasfemas que escatológicas. En lugar de ser el lenguaje crudo y brutal de un campamento minero sin ley, el resultado era más bien cómico, falto de impacto para el público. Por lo tanto, se decidió que la serie utilizara insultos y expresiones malsonantes actuales, a fin de mantener sobre la audiencia un impacto equivalente al que el lenguaje original habría tenido sobre un público de 1870. Por ejemplo, en los primeros episodios Mr. Wu usa continuamente el término "cocksucker" para todos aquellos con los que no se lleva bien, así como el insulto de origen cantonés "gweilo" para todos los hombres blancos del campamento.
Por otro lado, el uso continuado de este tipo de expresiones debía servir para remarcar a la audiencia de la serie que el campamento vivía en los márgenes de la ley, de la misma manera que para los habitantes originales era un signo de su existencia fuera de la sociedad civil de la época. A modo de ejemplo, la palabra "fuck" y sus derivados se utilizan 43 veces en el primer episodio, y 2.980 veces en el total de la serie, una media de 1.56 “fucks” por minuto de emisión.
Otro aspecto notable es el exceso de teatralidad en los diálogos de la serie, algo a lo que se aludía directamente en el siguiente diálogo entre E.B. Farnum y Wolcott, que acaba de perder 9,900 dólares:
EB: Hay una antigua expresión italiana que se adecúa a nuestra situación, aunque no recuerdo los detalles precisos.
Wolcott: ¿Algo así como que tengo una suerte de mierda?
EB: ¿Es que se hablaba así en aquella época?